# Ad abundantiam
La locuzione latina ad abundantiam, tradotta letteralmente, significa "per abbondanza", “per giunta”, “oltre il bisogno”, ed è usata per rafforzare un argomento.

## Utilizzo
L'espressione è utilizzata nel linguaggio giuridico, dove si usa allo scopo di  fornire delle prove supplementari che si aggiungono ad altre prove già sufficienti. Un esempio della vita ordinaria sarebbe: "Non solo ha perso il posto di lavoro, ma, ad abundantiam, il terremoto gli ha distrutto la casa".